# Nationalpark Harz
Nationalpark Harz är en nationalpark i det tyska bergsområdet Harz. Den sträcker sig från regionen kring topparna Brocken och Herzberg i syd till Bad Harzburg och Ilsenburg i norr. Nationalparken har en yta av 24 700 hektar (15 800 i Niedersachsen och 8 900 i Sachsen-Anhalt) och består till 95 procent av skogar, främst med gran eller bok. Dessutom finns flera träskmarker.
Nationalparken täcker ungefär 10 procent av bergsområdet Harz och ligger i dess västra del. De lägsta ställen ligger ungefär 250 meter över havet och den högsta punkten finns på berget Brocken som ligger 1 141 meter över havet. Flera mindre vattendrag som Bode och Ilse har sin källa i nationalparken, dessutom förekommer några dammbyggnader och andra stående vattenansamlingar.
Den nutida nationalparken bildades den 1 januari 2006 genom sammanslagning av de tidigare nationalparkerna "Harz" i Niedersachsen och "Hochharz" i Sachsen-Anhalt.
Ursprungligen fanns en lokal sort av gran samt rönn (Sorbus aucuparia) i skogarna som idag utgör nationalparken. Under 1800-talet skövlades stora ytor på grund av ett stort behov av trä för gruvdrift. På dessa ytor planterades andra sorter av gran men dessa var inte lika härdig mot snö och barkborrar. Idag består skogen till 82 procent av gran. 12 procent är bok och de resterande 6 procent är täckt av rönn, ek och björk.
Det europeiska lodjuret finns idag åter i nationalparken. Arten räknades sedan det tidiga 1800-talet som utrotad i regionen. Det sista dokumentet över lyckad lodjursjakt är daterad till 1818. Efter beslutet att återinföra arten hämtades mellan 2000 och 2004 nitton individer från olika djurparker. I ett stort inhägnat område hade lodjuren möjlighet att bli vana med livet i naturen. Dessutom finns några individer kvar i inhägnader. Sedan 2002 registreras ungdjur av lodjur som är födda i friheten.
Ett försök att återinföra tjädern som här dog ut mellan 1920 och 1930 blev avbrutet och det är osäker om de individer som är kvar bildar en säker population.
Ett annat hotat rovdjur som lever i Harz är den europeiska vildkatten. Arten var inte utdöd i Harz och populationen bedöms som stabil.
Andra större inhemska djur är kronhjort och rådjur, dessutom infördes en del främmande arter som tvättbjörn, mårdhund och mufflonfåret.